# شینیچی یاموتو
شینیچی یاموتو (به ژاپنی: 湯元進، زادهٔ ۴ دسامبر ۱۹۸۴) کشتی‌گیر کشور ژاپن در دستهٔ ۵۵ کیلوگرم کشتی آزاد است. وی دارندهٔ مدال بزنز المپیک ۲۰۱۲ لندن و قهرمان مسابقات قهرمانی کشتی آسیا ۲۰۱۰ است.